# Psy (film fra 1989)
Psy (russisk: Псы) er en sovjetisk spillefilm fra 1989 af Dmitrij Svetozarov.

## Medvirkende
- Jurij Kuznetsov som Ivan Maksimtjuk
- Mikhail Zjigalov som
- Sergej Kokovkin som Boris Makarenko
- Andrej Krasko som Viktor Utekhin
- Aleksej Krytjenkov som Jegor Manikin